# John Gotti
John Joseph Gotti, Jr. (27. listopada 1940. – 10. lipnja 2002.) bio je američki mafijaš talijanskog podrijetla. Bio je Kum mafijaške obitelji Gambino, jedne od pet velikih obitelji koje djeluju na području New Yorka. Kum je postao 1985. godine nakon ubojstva dotadašnjeg kuma Paula Castellana. Budući da je bio na čelu tada najmoćnije mafijaške obitelji od medija je dobio titulu Capo di tutti capi. Osuđen je 1992. na doživotni zatvor bez mogućnosti pomilovanja zbog trinaest ubojstava, reketa, iznuda, neplaćanja poreza i ilegalnog kockanja. Uživao je u medijskoj pozornosti te je postao najpoznatiji mafijaš svog vremena. Američki mediji su ga nazivali uredni don (eng.The Dapper Don) zbog nošenja skupocjenih odjela u javnosti te don od teflona (eng.The Teflon Don), jer je uspješno izbjegavao osudu pred sudom te se optužbe "nisu ljepile" na njega.

## Životopis
Glava američke mafijaške obitelji Gambino John Gotti rođen je 27. listopada 1940. u Bronxu kao jedno od 13 djece siromašnih talijanskih useljenika iz Napulja. Kada mu je bilo 16 godina napustio je školu i počeo se baviti sitnim kriminalom. Jednom je prilikom pokušao ukrasti mješalicu za beton koja mu je pala na nogu i zbog toga je kasnije cijeli život bio hrom. Krećući se u njujorškom kriminalnom krugu stekao je poznanstva u mafiji i obavljao sitnije poslove za lokalne mafijaške moćnike.
Prvi je puta u zatvoru 1969. zbog krađe tereta u zračnoj luci Kennedy. Nakon što je odlužio kaznu i izašao iz zatvora upoznaje Aniella Dellacrocea (zvanog Neil Jaganjac) koji mu povjerava prvi veliki zadatak. Nećak mafijaškog kuma Carla Gambina otet je i ubijen te je mafijaški kum žudio za osvetom. Gotti je odabaran za taj zadatak. S dvojicom suradnika u jednom kafiću pred mnoštvom svjedoka ubio je otmičara Jamesa McBratneyja. Policija ga je uhvatila i za taj je zločin proveo samo četiri godine u zatvoru. 
Po izlasku iz zatvora, zbog počinjenog ubojstva, imao je velik ugled u mafijaškim krugovima. Taj je ugled došao u pitanje kada je nakon smrti mafijškog kuma Carla Gambina novi kum postao Gambinov zet Paul Castellano. Prve su iskre sjevnule kada je Castellano zabranio trgovanje drogom, a čime su se već bavili Dellacroce i Gotti te još neki mlađi mafijaši. Za Dellarcroceova života Gotti je imao zaštitnika, ali kada je on 1985. preminuo Gottijeva se mafijaška stolica opasno zaljuljala.
Postojala je opasnost da bude ubijen i odlučio je brzo reagirati te je organizirao Castellanovo ubojstvo. Pred restoranom Sparks 16. prosinca 1985. ubijeni su Paul Castellano i njegov vozač. Nakon ovoga ubojstva Gotti preuzima vodstvo obitelji Gambino. Kako je ta obitelj bila i najjača mafijaška obitelj u Sjedinjenim Državama Gotti (znan i kao Dečko Johnny) postao je šefom cjelokupne mafije u Sjedinjenim Državama. Zbog njegovih zlodjela policija mu je stalno bila za petama što je rezultiralo i s dva neuspjela sudska procesa 1984. i 1987. godine. Uvijek u skupocjenim Brioni odijelima vrijednim i po 2000 dolara Gotti je rado pozirao pred novinskim fotografima i davao izjave novinarima. Do tada to je bilo posve nezamislivo za jedno mafijaškog kuma jer su u pravilu mafijaški kumovi izbjegavali bilo kakav publicitet. No, u zatvoru je proveo tek 23 sata.
Ponovno na slobodi razbacivao se izjavama i smijuljio se u novinarske objektive ne sluteći da su agenti FBI-ja postavili prislušne uređaje kako bi ga lakše nadzirali. Mukotrpno prisluškivanje najmoćnijeg američkog mafijaša urodilo je plodom te su Gotti i njegov savjetnik Sammy Gravano (zvani Bik) te Frank Locascio pritvoreni zbog optužbi za reketarenje i ubojstva. Prijelomnica se dogodila kada je Sammy Gravano odlučio surađivati s FBI-jem i tako postao najviše rangirani mafijaš u povijesti koji je postao FBI-jev svjedok. Uslijedilo je suđenje na kojem je Gotti proglašen krivim po svih 14 točaka optužnice koje su između ostalog sadržavale optužbe za ubojstva, udruživanje zbog kriminalne djelatnosti, iznude te izbjegavanje plaćanja poreza. Osuđen je na 100 godina zatvora bez mogućnosti pomilovanja i poslan u strogo čuvani zatvor Marion u saveznoj državi Illinois. 
Iako u zatvoru Gotti je pokušavao upravljati prljavim poslovima mafijaške obitelji Gambino preko svog sina Johna Gottija mlađeg. Međutim, Gotti mlađi pokazao se nesposobnim za vođenje mafijaških poslova te je i sam uskoro završio u zatvoru osuđen na šest godina. John Gotti umro je 10. lipnja 2002. od raka grla u zatvorskoj bolnici u Missouriju.

## Vanjske poveznice
moljac.hr :: John Gotti, uz dozvolu autora teksta